# Mary Hamilton (ballade)
 (septembre 2023).
La mise en forme du texte ne suit pas les recommandations de Wikipédia : il faut le « wikifier ».
Les points d'amélioration suivants sont les cas les plus fréquents. Le détail des points à revoir est peut-être précisé sur la page de discussion.
- Les titres sont pré-formatés par le logiciel. Ils ne sont ni en capitales, ni en gras.
- Le texte ne doit pas être écrit en capitales (les noms de famille non plus), ni en gras, ni en italique, ni en « petit »…
- Le gras n'est utilisé que pour surligner le titre de l'article dans l'introduction, une seule fois.
- L'italique est rarement utilisé : mots en langue étrangère, titres d'œuvres, noms de bateaux, etc.
- Les citations ne sont pas en italique mais en corps de texte normal. Elles sont entourées par des guillemets français : « et ».
- Les listes à puces sont à éviter, des paragraphes rédigés étant largement préférés. Les tableaux sont à réserver à la présentation de données structurées (résultats, etc.).
- Les appels de note de bas de page (petits chiffres en exposant, introduits par l'outil «  Source ») sont à placer entre la fin de phrase et le point final[comme ça].
- Les liens internes (vers d'autres articles de Wikipédia) sont à choisir avec parcimonie. Créez des liens vers des articles approfondissant le sujet. Les termes génériques sans rapport avec le sujet sont à éviter, ainsi que les répétitions de liens vers un même terme.
- Les liens externes sont à placer uniquement dans une section « Liens externes », à la fin de l'article. Ces liens sont à choisir avec parcimonie suivant les règles définies. Si un lien sert de source à l'article, son insertion dans le texte est à faire par les notes de bas de page.
- La présentation des références doit suivre les conventions bibliographiques. Il est recommandé d'utiliser les modèles {{Ouvrage}}, {{Chapitre}}, {{Article}}, {{Lien web}} et/ou {{Bibliographie}}. Le mode d'édition visuel peut mettre en forme automatiquement les références.
- Insérer une infobox (cadre d'informations à droite) n'est pas obligatoire pour parachever la mise en page.

Pour une aide détaillée, merci de consulter Aide:Wikification.
Si vous pensez que ces points ont été résolus, vous pouvez retirer ce bandeau et améliorer la mise en forme d'un autre article.
Pour les articles homonymes, voir Hamilton, Mary Hamilton et Mary Hamilton (femme politique).
Mary Hamilton, ou The Fower Maries (The Four Marys), est une ballade écossaise bien connue du XVIe siècle. Elle est basée sur l'histoire fictive d'une dame d'honneur à la cour d'Écosse. Il s'agit de la Child Ballad 173 ou de la Roud 79.
Dans toutes les versions de la chanson, Mary Hamilton est une dame d'honneur ou dame de compagnie de la reine d'Écosse. Elle tombe enceinte du roi d'Écosse, et donne naissance à un bébé, puis elle tue cet enfant en le jetant à la mer ou en le noyant et elle est alors condamnée. La ballade raconte les dernières pensées de Mary, sur sa vie et sa mort imminente, dans un récit à la première personne.
Plusieurs versions de cette ballade ont été enregistrées, notamment par Joan Baez, Almeda Riddle, The Corries, Marie Laforêt (adaptation française) et Angelo Branduardi.

## Origines de la ballade

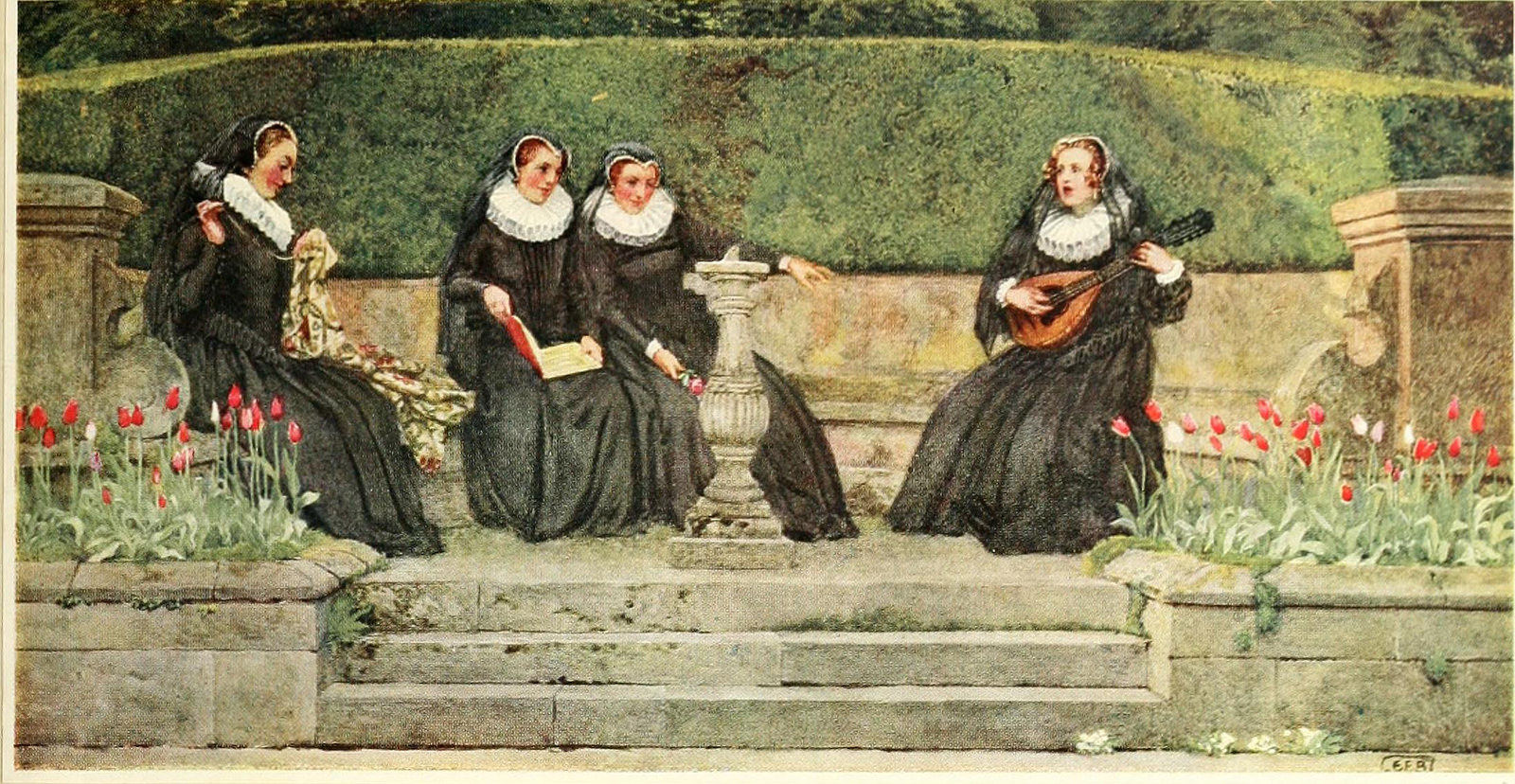
Illustration par Eleanor Fortescue-Brickdale : Il y avait Mary Seaton, Mary Beaton, Mary Carmichael, et moi.

Dans la plupart des versions la scène se passe à Édimbourg, mais celle de Joan Baez se situe à Glasgow, et se termine ainsi :
Hier soir, il y avait quatre Marie ;
Ce soir, il n'y en aura plus que trois :
Il y avait Mary Beaton et Mary Seton
Et Mary Carmichael et moi.
Ce verset suggère que Mary Hamilton était l'une des célèbres quatre Marie qui ont été choisies par Marie de Guise pour accompagner sa fille Marie Stuart, reine d'Écosse quand elle est partie pour la France, mais leurs noms étaient Mary Seton, Mary Beaton, Mary Fleming et Mary Livingston.
Marie Stuart n'est probablement pas à l'origine de la ballade traditionnelle, sous aucune de ses formes, car son histoire diffère beaucoup de celle que raconte la chanson. Marie Stuart et les Quatre Marie vivent en France de 1547 à 1560, à l'époque où Marie est dauphine puis reine consort du roi François II. Elle rentre en Écosse à la mort du jeune roi et épouse, en juillet 1565, son deuxième mari, Henry Stuart, Lord Darnley, qui est assassiné 20 mois plus tard. Il n'est nulle part fait mention d'un enfant illégitime d'Henry Stuart avec une des dames de compagnie de la reine d'Écosse.
La ballade peut faire penser à l'histoire de Jacques IV ou Jacques V, qui ont eu tous deux des enfants illégitimes, mais aucune de leurs maîtresses n'a été exécutée ou ne s'est débarrassée d'un bébé. Bien au contraire, plusieurs de ces enfants ont été légitimés.
Dans de nombreuses versions, la reine est appelée « l'ancienne reine » ce qui évoque une reine douairière ou une reine mère, mais dans ce contexte il s'agirait d'une reine consort comme Marie de Gueldre, épouse de Jacques II, roi d'Écosse.

### Mary Hamilton en Russie
L’histoire a peut-être été transférée en Écosse à partir d'un contexte très différent. On peut en effet remarquer l'analogie de la chanson avec la légende de Maria Danilova Gamentova, fille d'une branche expatriée du clan Hamilton établi en Russie sous le règne du tsar Ivan IV.
Dame d'honneur de la tsarine Catherine, seconde épouse du tsar Pierre « le Grand », Mary Hamilton était également la maîtresse du tsar. Elle a eu, en 1717, un enfant qui pourrait être du tsar et qu'elle a admis avoir noyé peu après sa naissance. Elle a également volé des bibelots à la tsarine pour les offrir à son amant Ivan Orlov et a été décapitée en 1719 pour le meurtre de son enfant[réf. souhaitée].
La tête de Marie a été conservée et exposée à la Kunstkamera, un palais abritant des « curiosités » naturelles et scientifiques. À cette époque, Charles Wogan était en Russie dans le cadre d'une mission pour James Francis Edward Stuart ; il a pu rapporter cette histoire en Écosse.

## Enregistrements
Des dizaines de versions traditionnelles ont été enregistrées, dont celles de James Madison Carpenter, versions qui peuvent être écoutées en ligne via la Vaughan Williams Memorial Library,,,,. Peter Kennedy a enregistré deux versions écossaises au milieu des années 1950, chantées par Jeannie Robertson d'Aberdeen et Ethel Findlater de Dounby, Orkney ainsi qu'une autre version chantée par Mary Taylor de Saxby-All-Saints, Lincolnshire, Angleterre. En 1966, Fred Hamer a enregistré « The Four Marys » chantée par Fred Jordan de Ludlow, Shropshire.
La chanson a aussi fait son chemin vers les États-Unis, où Alan Lomax a enregistré une version de Texas Gladden en 1941 ; la chanteuse traditionnelle Almeda Riddle de l'Arkansas a également interprété la chanson en 1972. Jean Ritchie et sa sœur Edna ont été filmées dans leur ville natale de Viper, dans le Kentucky, en train d'interpréter une version transmise par leur famille. De nombreuses autres versions ont également été trouvées au Canada, dont plusieurs enregistrées par Helen Creighton en Nouvelle-Écosse, au Nouveau-Brunswick et en Ontario,,,.

## Une chambre à soi

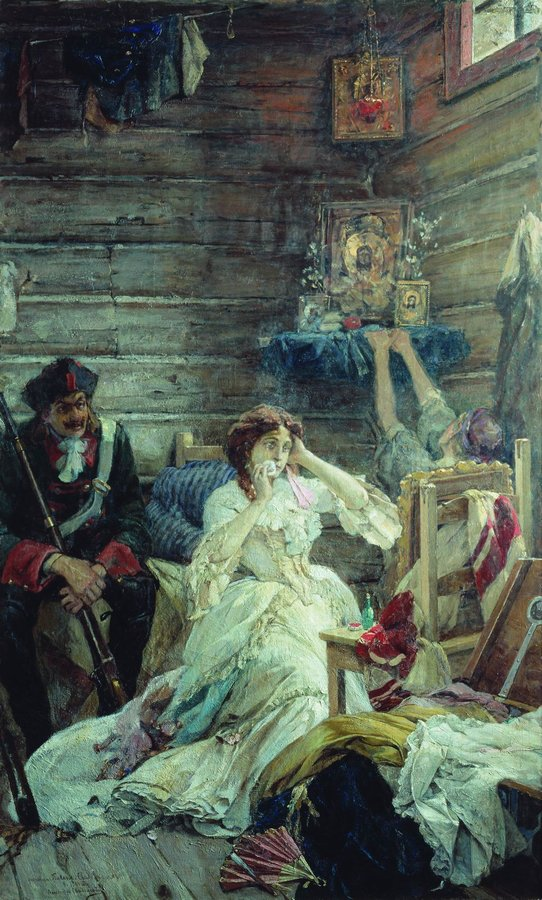
Mary Hamilton avant son exécution, Pavel Svedomskiy, 1904.

Dans son essai A Room of One's Own, l'auteur Virginia Woolf fait allusion aux personnages de la ballade. Elle fait plusieurs fois référence à Mary Beton, Mary Seton et Mary Carmichael. Seule Mary Hamilton, la narratrice de la ballade, n'est pas mentionnée. C'est Mary Beton qui tient le rôle principal dans le texte de Woolf, car elle en est la conférencière.

## Paroles

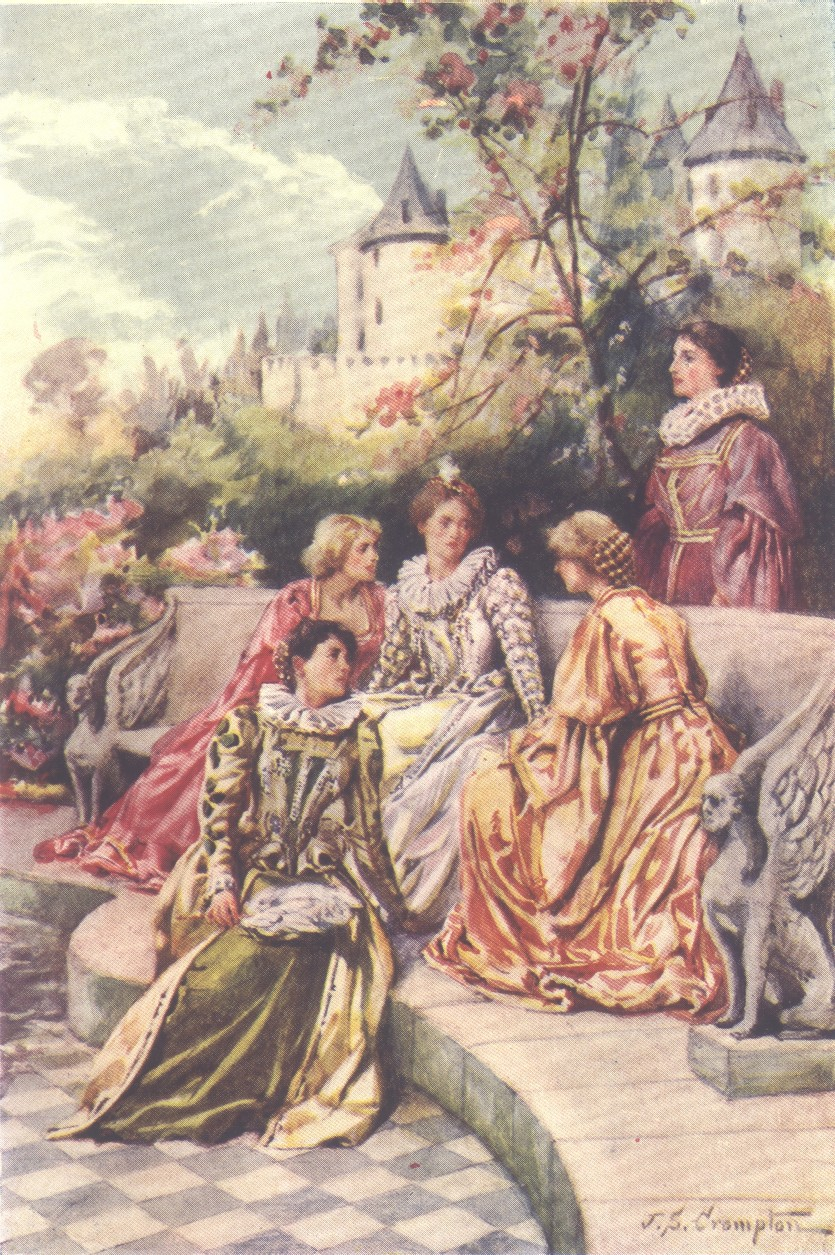
Les Quatre Marie dans un livre pour enfants.

Yest're'en the Queen had fower Maries
The nicht she'll hae but three
There was Mary Seton and Mary Beaton,
And Mary Car-Michael and me.
Oh little did my mother think
The day she cradled me
The lands I was to travel in
The death I was tae die
Oh tie a napkin roon my eyen
No let me seen to die
And sent me a'wa tae my dear mother
Who's far away o'er the sea
But I wish I could lie in our ain kirkyard
Beneath yon old oak tree
Where we pulled the rowans and strung the gowans
My brothers and sisters and me
Yest're'en the Queen had fower Maries
The nicht she'll hae but three
There was Mary Seton and Mary Beaton,
And Mary Car-Michael and me
But why should I fear a nameless grave
When I've hopes for eternity
And I'll pray that the faith o' a dying thief.
Be given through grace tae me.
Yest're'en the Queen had fower Maries
The nicht she'll hae but three
There was Mary Seton and Mary Beaton,
And Mary Car-Michael and me.
There was Mary Seton and Mary Beaton,
And Mary Car-Michael and me.
Notes sur les paroles :
1. 1 2 3  yest're'en – yestereven(ing) (i.e. last night)
2. 1 2 3  fower – four
3. 1 2 3  nicht – night /nɪxt/
4. 1 2  pronounced /diː/
5. ↑  roon – around
6. ↑  eyene – eyes
7. ↑  a'wa – away
8. ↑  ain – own
9. ↑  kirkyard – churchyard (cemetery)
10. ↑  gowans – daisies
11. ↑  The penitent thief.